# Артеага (муниципалитет Коауилы)
Артеага (исп. Arteaga) — муниципалитет в Мексике, штат Коауила, с административным центром в одноимённом городе. Численность населения, по данным переписи 2020 года, составила 29 578 человек.

## Общие сведения
Название Arteaga дано в честь мексиканского генерала Хосе Артеаги.
Площадь муниципалитета равна 1635 км², что составляет 1,08 % от общей площади штата, а наивысшая точка — 3545 метров, расположена в поселении Ла-Вига.
Он граничит с другими муниципалитетами штата Коауила: на севере с Рамос-Ариспе, на западе с Сальтильо, а на востоке и юге с другим штатом Мексики — Нуэво-Леоном.

## Учреждение и состав
Муниципалитет был образован 29 декабря 1866 года, в его состав входит 416 населённых пунктов, самые крупные из которых:
| Код INEGI                  | Населённый пункт                                                                                | Численность населения (2005 год) | Численность населения (2010 год) | Численность населения (2020 год) |
| -------------------------- | ----------------------------------------------------------------------------------------------- | -------------------------------- | -------------------------------- | -------------------------------- |
| 004                        | Всего                                                                                           | 19622                            | 22544                            | 29578                            |
| 0001                       | Артеага (исп. Arteaga) 25°27′02″ с. ш. 100°50′59″ з. д. (административный центр)                | 6394                             | 8446                             | 15534                            |
| 0107                       | Сан-Антонио-де-лас-Аласанас (исп. San Antonio de las Alazanas) 25°16′17″ с. ш. 100°34′43″ з. д. | 2235                             | 2425                             | 2576                             |
| 0859                       | Привансас-дель-Кампестре (исп. Privanzas del Campestre) 25°29′35″ с. ш. 100°55′27″ з. д.        | н/д                              | н/д                              | 1319                             |
| 0054                       | Уачичиль (исп. Huachichil (El Huache)) 25°12′41″ с. ш. 100°49′31″ з. д.                         | 1460                             | 1616                             | 1314                             |
| 0061                       | Лос-Лирьос (исп. Los Lirios) 25°23′37″ с. ш. 100°35′13″ з. д.                                   | 598                              | 561                              | 497                              |
| 0145                       | Эль-Туналь (исп. El Tunal) 25°25′16″ с. ш. 100°38′08″ з. д.                                     | 678                              | 641                              | 480                              |
| 0046                       | Эмильяно-Сапата (исп. Emiliano Zapata) 25°16′45″ с. ш. 100°46′02″ з. д.                         | 387                              | 412                              | 473                              |
| 0011                       | Ла-Биснага (исп. La Biznaga) 25°21′04″ с. ш. 100°40′44″ з. д.                                   | 372                              | 440                              | 444                              |
| 0047                       | Эскобедо (исп. Escobedo) 25°20′49″ с. ш. 100°40′20″ з. д.                                       | 434                              | 446                              | 443                              |
| —                          | Прочие                                                                                          | 7064                             | 7557                             | 6498                             |
| Названия на карте Генштаба |                                                                                                 |                                  |                                  |                                  |

## Экономика
По статистическим данным 2000 года, работоспособное население занято по секторам экономики в следующих пропорциях:
- сельское хозяйство и скотоводство — 34,8 %;
- производство и строительство — 33,4 %;
- торговля, сферы услуг и туризма — 27,5 %;
- безработные — 4,3 %.

## Инфраструктура
По статистическим данным 2010 года, инфраструктура развита следующим образом:
- электрификация: 97,4 %;
- водоснабжение: 89,3 %;
- водоотведение: 92,9 %.

## Фотографии

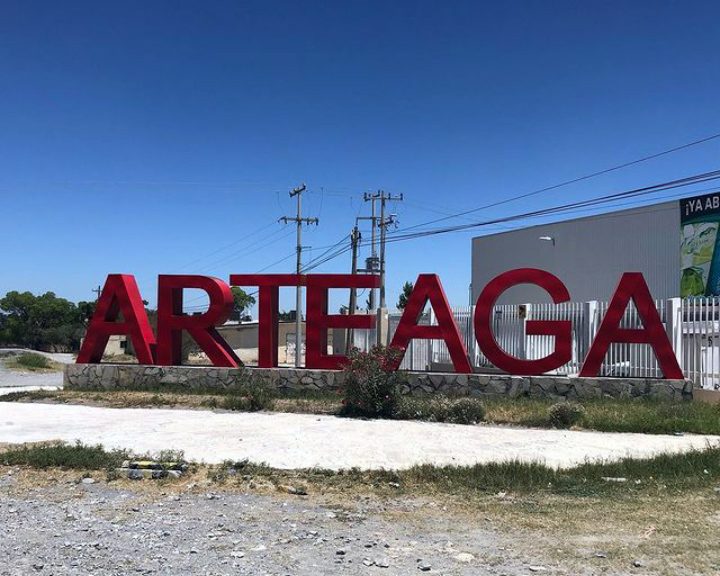
Стелла с названием
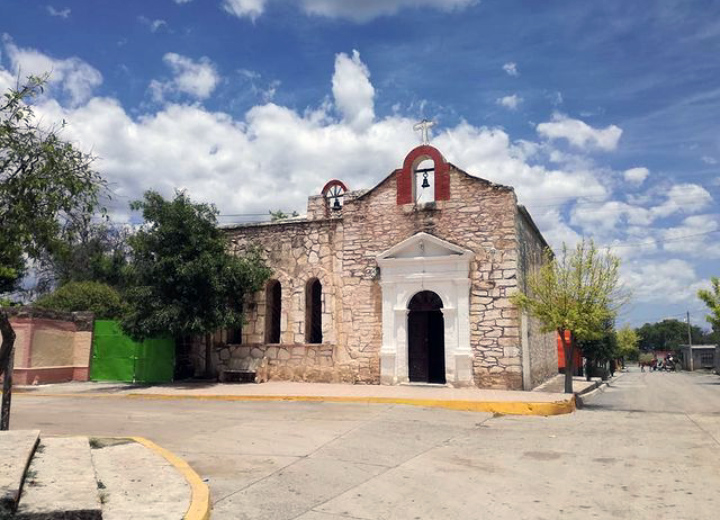
Церковь в Уачичиле
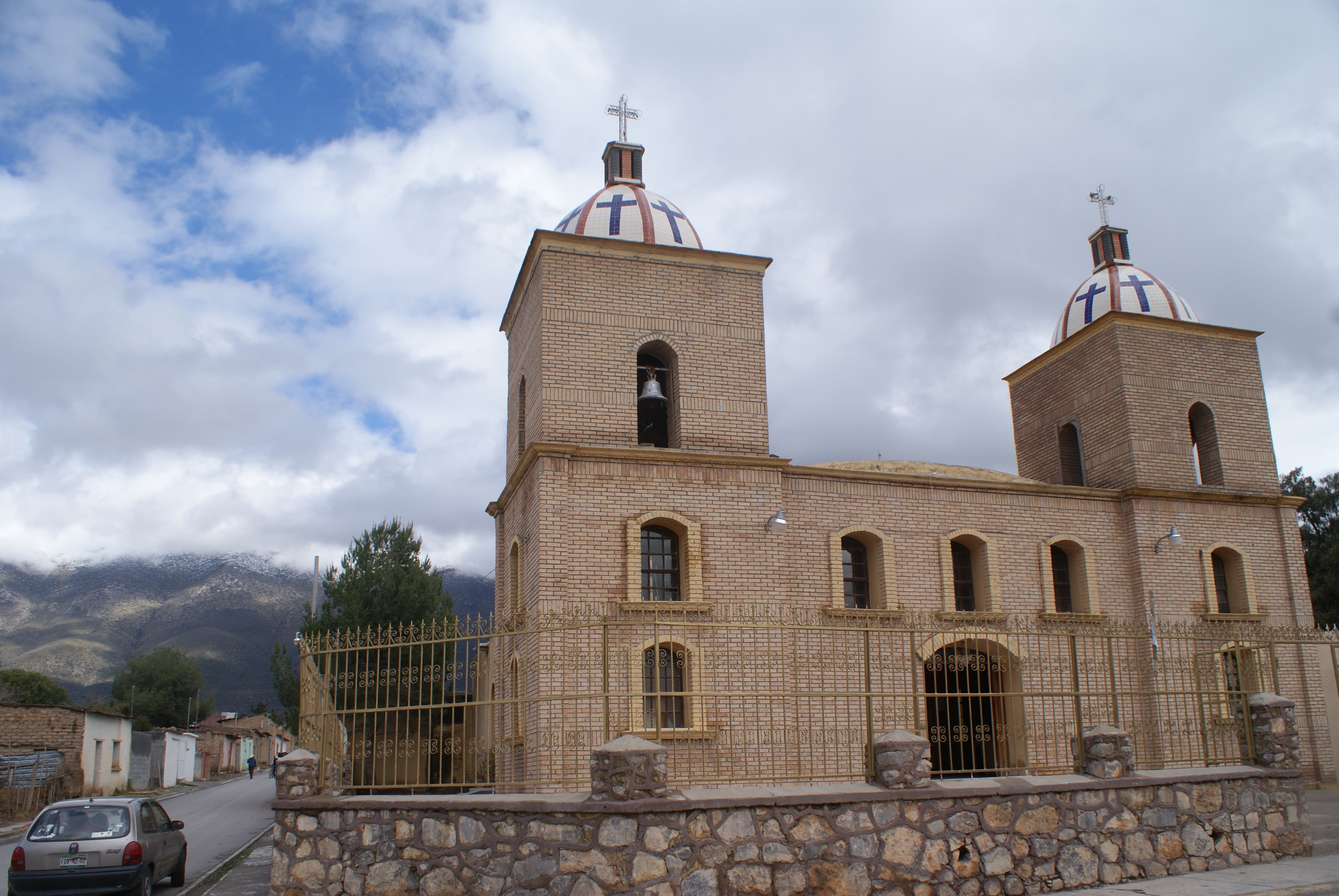
Церковь в Сан-Антонио-де-лас-Аласанасе